# Valeriano Gutiérrez Macías
Valeriano Gutiérrez Macías (Veguilla de Soba, 1914 - Albacete, 2006). Escritor y ensayista. En sus obras se muestra un gran amor a la ciudad de Cáceres, localidad a la que consagró toda su labor investigadora y en la que se estableció a la temprana edad de cuatro años. 
Aparte de su labor como escritor, fue coronel de Infantería, académico correspondiente de la Real Academia de la Historia. En el terreno político desempeñó diversos puestos de responsabilidad en el Ayuntamiento de Cáceres y en la Diputación Provincial de Cáceres.

## Escritos
Gutiérrez siempre tuvo gran admiración a Gabriel y Galán, fue impulsor del homenaje que se le tributa en Cáceres cada 6 de enero. Fue autor de una biografía dedicada a este poeta.

En su bibliografía se encuentra los siguientes títulos, todos ellos relacionados con el folclore extremeño, la literatura de Extremadura y la historia militar:
- Mujeres extremeñas
- Por la geografía cacereña
- Fiestas populares
- Dichos de un soldado
- Sociología militar
- Mosaico de la tierra parda
- Por tierras de Extremadura
- El buen yantar
- Gerifaltes extremeños
- Florilegio militar
- Figuras castrenses de Extremadura.

Así mismo también fue colaborador de numerosos periódicos y revistas

## Homenajes
Entre sus distinciones y premios figuran
- Premio Dionisio Acedo de periodismo de la Diputación de Cáceres,
- Premio Nacional de Periodismo "Gabriel y Galán".
- Premio Nacional del Ejército.

Tras su muerte, la ciudad de Cáceres le dedicó una calle